# Parafia Najświętszej Maryi Panny Wniebowziętej w Sulmierzycach
Parafia Najświętszej Maryi Panny Wniebowziętej w Sulmierzycach – parafia rzymskokatolicka należąca do dekanatu Zduny diecezji kaliskiej. Została utworzona w XII wieku. Mieści się przy ulicy Nowej. Prowadzą ją księża diecezjalni.